# Мухафаза
 Муха́фаза  (араб. محافظة‎ мухе́фада, мн.ч. араб. محافظات‎ мухефада́т, буквально «шефство» от араб. حافظ‎ хе́фад — следить, заботиться, охранять) — административно-территориальная единица ряда арабских государств — Бахрейна, Египта, Иордании, Ирака, Йемена, Кувейта, Ливана, Сирии и Омана. Во всех названных странах мухафаза относится к первому уровню административного деления; в Саудовской Аравии она относится ко второму уровню административного деления (после провинции). На русский язык иногда переводится как область.